# Helen May Butler
Helen May Butler (* 17. Mai 1867 in Keene, New Hampshire; † 16. Juni 1957 in Covington, Kentucky) war eine amerikanische Bandleaderin und Komponistin, die als „weibliche Sousa“ bezeichnet wurde. Als Leiterin einer rein weiblichen Band zwischen 1898 und 1912 hatte sie eine äußerst erfolgreiche Karriere in einer Zeit, in der Frauen von solchen öffentlichen Aktivitäten ferngehalten wurden. Ihre bekannteste Gruppe, die Helen May Butler’s Ladies Military Band, war eine Lieblingsgruppe von Theodore Roosevelt. Eine ihrer Kompositionen, der Cosmopolitan American March, wurde als offizieller Marsch der Republikanischen Partei für Roosevelts Kampagne zur Präsidentschaftswahl 1904 gewählt.

## Frühes Leben und Ausbildung
Helen May Butler wurde auf einer Farm in Keene, New Hampshire, geboren. Ihre Eltern waren Lucius Mashall Butler, ein ehemaliger Eisenbahningenieur, der einige der frühen Pullmanwagen entwarf, und Esther L. (Abbott) Butler. Als sie noch ein Kind war, zog die Familie nach Providence um.
Als Mädchen lernte Butler Geige beim Konzertmeister des Boston Symphony Orchestras, Bernard Listerman, und bei Abbie Shepardson-Mauck. Von Listerman erhielt sie ihre erste Geige, ein Instrument aus derselben Zeit wie die Stradivari-Violinen. Sie wurde auch eine begabte Kornettistin.

## Karriere
Im Jahr 1891 gründete Butler ihr eigenes Orchester, das Talma Ladies Orchestra, mit dem sie privat in Häusern wohlhabender Menschen auftrat. Sie wollte auch mit einem Orchester öffentlich auftreten, doch zur damaligen Zeit wurde eine solche Arbeit für junge Frauen nicht als angemessen angesehen. Gerade die damals angesagten Militärkapellen entwickelten sich aus einer stark männlich geprägten Tradition und schlossen Frauen bis weit ins 20. Jahrhundert prinzipiell aus.
Aus diesem Grund gründete Butler 1898 eine neue Gruppe mit anderer Instrumentierung, die U.S. Talma Ladies Military Band. Sie zählte zunächst weniger als zwei Dutzend Mitglieder, wuchs aber später zu einem Kern von 25 bis 35 Frauen heran, der bei besonderen Anlässen auf bis zu 60 Mitglieder anwuchs. Die Frauen kleideten sich in elegante Militäruniformen mit straußengefiederten Dreispitzhüten. Neben den Blechbläsern gab es auch eine Holzblasabteilung.
Um 1901 hörte der Geschäftsmann John Leslie Spahn von Butlers Kapelle und beschloss, sie zu fördern. Er wurde Geschäftsführer der Band und benannte sie in Helen May Butler and Her Ladies’ Military Band (alternativ Helen May Butler Ladies Brass Band) um. Um den Eindruck einer reinen Frauenband zu verstärken, versteckte er leicht sein eigenes Geschlecht, indem er sich als J. Leslie Spahn ausgab. Das erste Konzert unter dem neuen Namen fand 1901 bei der Pan-American Exposition in Buffalo statt. Die Gruppe war die einzige Frauenband, die auf der Ausstellung auftrat.
Während ihrer Hochphase tourte die Band von Küste zu Küste durch Amerika und wurde nicht nur die bekannteste Gruppe weiblicher Musiker, sondern auch als eine der besten Bands des Landes bezeichnet. Ihre Beliebtheit zeigt sich durch über 100 Auftritte in St. Louis, Charleston und Buffalo sowie über 200 Auftritte in Boston – neben anderen Städten, durch die sie tourten. Zwischen 1903 und 1904 gaben sie 13 Monate lang tägliche Konzerte. In den Wintern, außerhalb der Saison, unterrichtete Butler Musik und leitete lokale Orchester in ihrem Winterwohnort Beatrice in Nebraska.
Im Jahr 1902 arrangierte Spahn eine Tournee durch Texas. In diesem Jahr spielte das Orchester auch im Weißen Haus für Theodore Roosevelt und wurde so zu einem Liebling des Präsidenten.
Ein Jahr später gewannen Butler und ihre Band den ersten Preis bei der Women’s Exposition in New York City. Das ganze Jahr über tourten sie durch die östlichen und südlichen Bundesstaaten.
Im Jahr 1904 spielte Butlers Band auf der Louisiana Purchase Exposition, neben vielen anderen Bands, unter anderem von John Philip Sousa. Wegen ihrer ähnlich kraftvollen Persönlichkeit erhielt sie den Spitznamen „The female Sousa“. C. G. Conn, die Butler zuvor empfohlen hatte, schenkte der gesamten Band silberne Instrumente.
Der Cosmopolitan American March, eine von Butlers eigenen Kompositionen, wurde 1904 veröffentlicht. Er wurde als offizieller Marsch der Republikanischen Partei für Roosevelts Wahlkampf im selben Jahr gewählt. Die Band spielte bei der Republican National Convention.

## Persönliches Leben und spätere Jahre
Im Jahre 1902 heiratete Butler ihren Geschäftsleiter John Leslie Spahn. Sie hatten eine Tochter, ebenfalls Helen May, und einen Sohn, Leslie. Nach einigen Jahren ließen sie sich scheiden. 1911 heiratete Butler ihren zweiten Mann, den Schotten James Herbert Young. Im folgenden Jahr löste sie ihre Band auf und zog sich zurück, um ihre Kinder in Cincinnati großzuziehen. Dort betrieb sie mit Young das Burlington Hotel.
Später betrieb Butler von den 1920er Jahren bis etwa 1950 eine Pension in der Nähe von Covington, Kentucky. Im Jahr 1936 kandidierte sie für einen Sitz im Senat von Kentucky. Sie starb am 16. Juni 1957 in Covington.

## Auszeichnungen und Vermächtnis
Der Komponist J. A. Bartlett widmete Butler den Marsch Miss Sousa Jr. Im Jahre 1995 wurde sie in die Women Band Directors International Hall of Fame for Distinguished Women Conductors aufgenommen.
Butlers Band-Uniformen, Fotografien, Programme, Notenblätter und andere Erinnerungsstücke befinden sich in der Sammlung der Smithsonian Institution in Washington, D.C.